# Theopompella chopardi
Theopompella chopardi är en bönsyrseart som beskrevs av Roger Roy 1963. Theopompella chopardi ingår i släktet Theopompella och familjen Liturgusidae. Inga underarter finns listade i Catalogue of Life.